# Стедзано
Стедза̀но (на италиански: Stezzano, на източноломбардски: Stezà, Стеза) е град и община в Северна Италия, провинция Бергамо, регион Ломбардия. Разположен е на 211 m надморска височина. Населението на общината е 13 228 души (към 2013 г.).